# Hatadage
Hatadage (singalès : හැටදාගේ) és un antic santuari a la ciutat de Polonnaruwa, Sri Lanka. Va ser construït pel rei Nissanka Malla, i havia estat utilitzat per guardar la relíquia de la dent de Buda. El Hatadage s'havia construït amb pedra, maó i fusta, encara que ara només queden parts dels murs de maó i pedra. Sembla que es tractava d'una estructura de dos pisos, però ara el pis superior està destruït. Tres estàtues de Buda tallades a la roca de granit es troben dins d'una cambra del santuari.

## Ubicació
El Hatadage es troba a l'antiga ciutat de Polonnaruwa, a la província nord central de Sri Lanka. Es troba a prop de la vora nord de la Dalada Maluva, la zona quadrangular que conté alguns dels monuments més antics i sagrats de la ciutat. La seva entrada, que està orientada al sud, dóna directament a l'entrada del Polonnaruwa Vatadage. La inscripció en pedra de Galpotha es troba prop del seu costat oriental, mentre que l'⁣Atadage es troba a l'oest.

## Història i nom
El Hatadage va ser construït pel rei Nissanka Malla (1187–1196), com a santuari per allotjar la relíquia de la dent de Buda. Diverses fonts històriques, com ara Rajaveliya, Poojavaliya i la mateixa inscripció de Galpotha, esmenten que es va construir en seixanta hores. Atès que la paraula singalesa Hata significa seixanta i Dage significa santuari relíquia, és possible que l'estructura hagi estat anomenada Hatadage per commemorar aquesta gesta. Una altra teoria és que s'anomena així perquè contenia seixanta relíquies. La relíquia de la dent es va guardar presumiblement al pis superior.

## Estructura

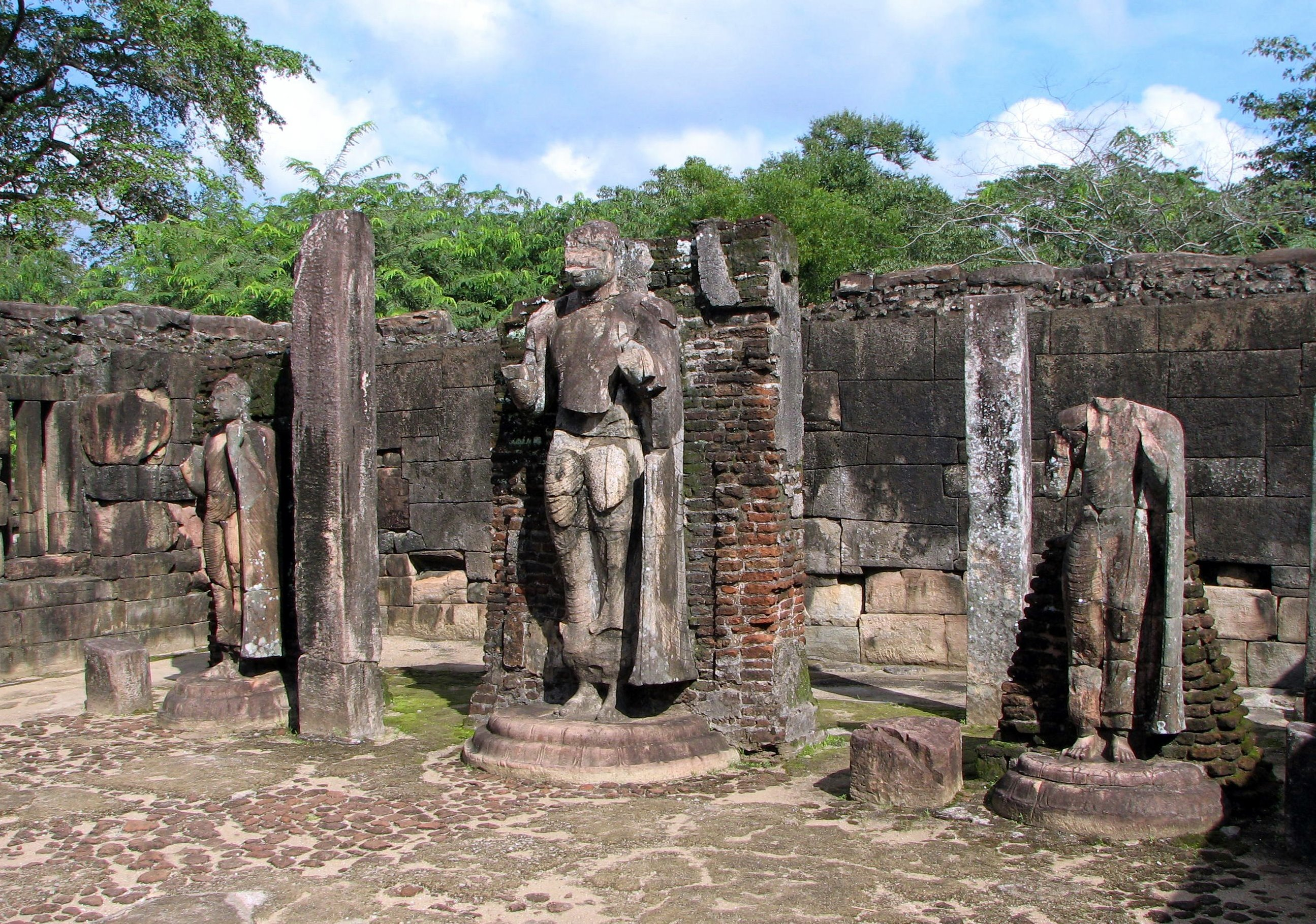
Les tres estàtues de Buda dins del santuari

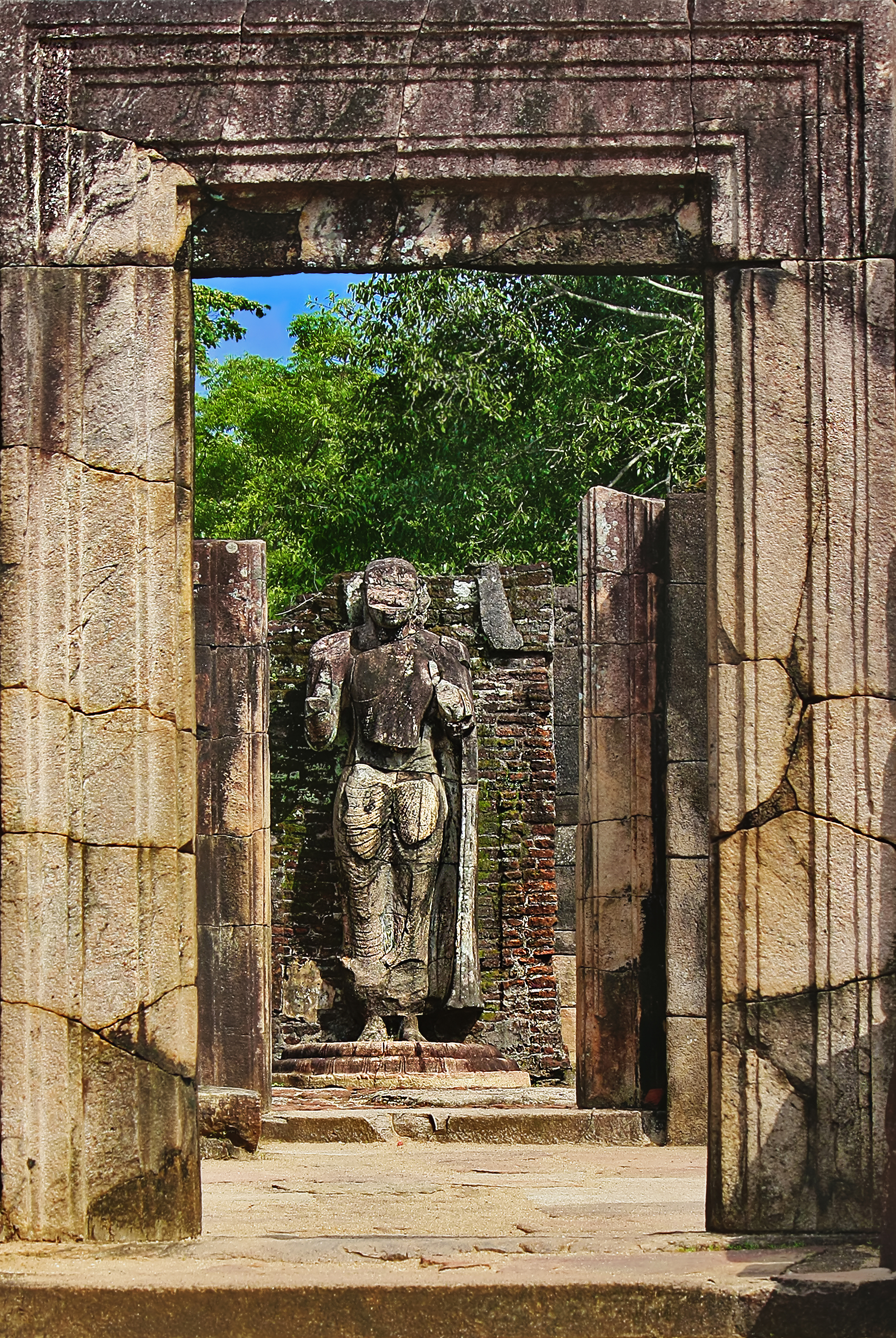
Estàtua de Buda centrada i més alta a la casa

El santuari està envoltat per un mur de pedra, de 37 m de llarg i 27 m d'ample. Al seu costat sud hi ha una portada decorada amb talles de pedra que condueix a una terrassa empedrada. L'entrada principal al santuari, que també està decorada amb talles de pedra i una sandakada pahana, es troba directament al davant. Una altra porta més petita es col·loca al costat est del santuari.
El santuari ha tingut una superestructura de fusta amb teulada de teula. Ara bé, només queden les parets. Les parets del santuari són de maó, i les parets exteriors estan cobertes amb plaques de pedra. L'entrada principal condueix a una petita cambra, 8,2 m de llargada i 6,4 m d'amplada. La base de les seves parets està decorada amb dibuixos de flors de lotus i lleons. Aquesta cambra conté sis columnes de pedra i una escala que portava al pis superior. La cambra principal de forma quadrada es troba a la part posterior d'aquesta cambra exterior. Cadascun dels seus costats fa 11 m de llargada i conté quatre finestres. La cambra havia contingut setze columnes de pedra, encara que ara només en queden tres. Al centre d'aquesta cambra hi ha tres estàtues de Buda tallades en granit. Aquestes també estan parcialment destruides. L'estàtua del mig fa 2,7 m d'alçada, mentre que els altres dos fan 2,3 m cadascuna.